# 苹果蛋糕
苹果蛋糕是以苹果为原料制作的一种蛋糕，常見於英國、波蘭和斯堪的纳维亚。其實苹果蛋糕的原理就是在製作蛋糕過程中（此時蛋糕未完成，仍處於面糊狀態）加入蘋果切片，並放入各种香料，如肉豆蔻或肉桂等。加入香料后，面糊中还可以加入碎坚果，例如核桃和杏仁。